# J-Hope
Dans ce nom coréen, le nom de famille, Jung, précède le nom personnel.
Jung Ho-seok (hangeul : 정호석; hanja : 鄭號錫), plus connu sous son nom de scène J-Hope (hangeul : 제이홉), est un danseur, rappeur, chanteur et auteur-compositeur-interprète sud-coréen né le 18 février 1994 à Gwangju. Il est membre depuis 2013 du boys band sud-coréen BTS, dirigé par le label Big Hit Music (anciennement appelé Big Hit Entertainment)

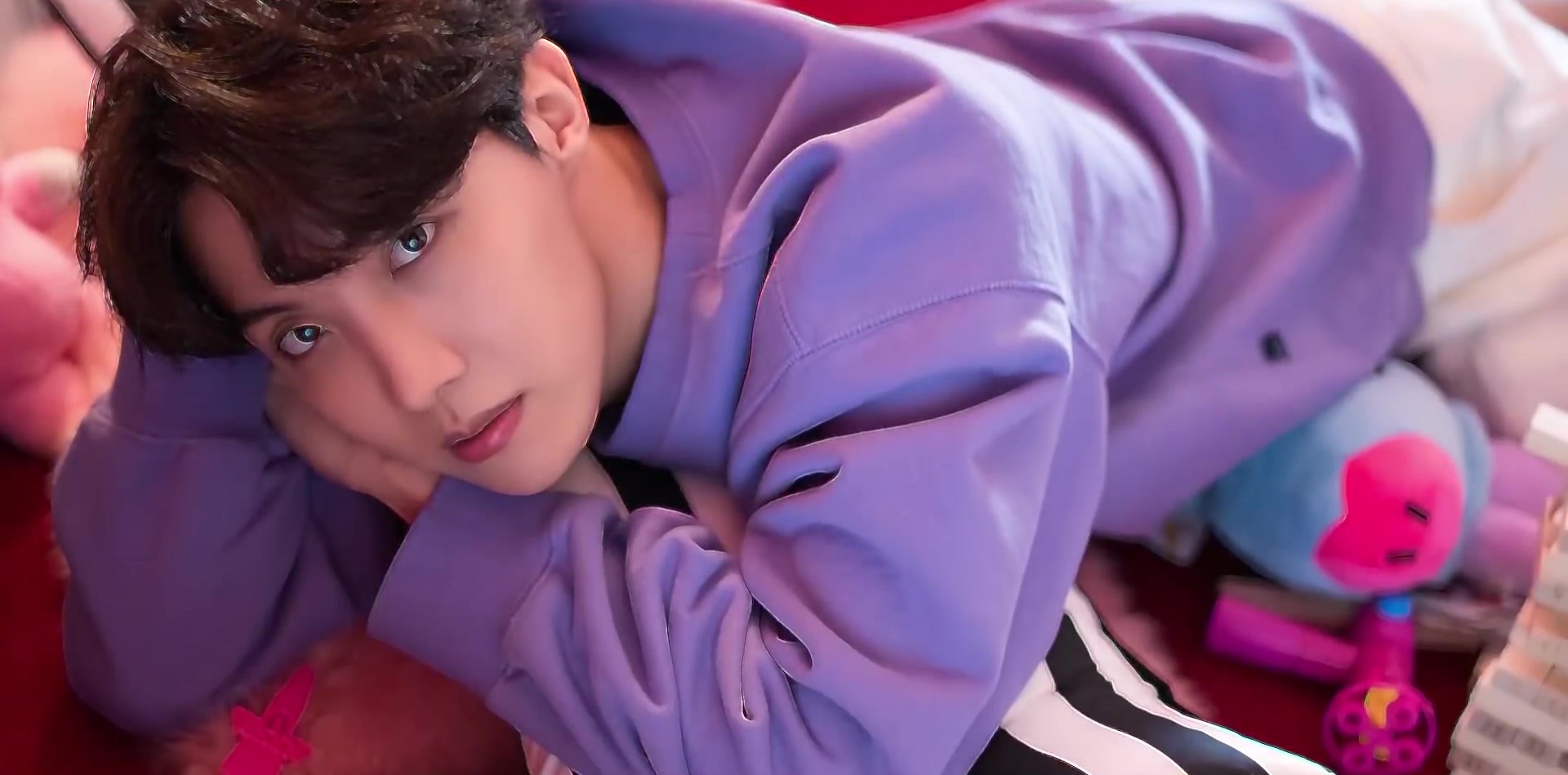
J Hope est un membre du groupe bts

J-Hope sort sa première mixtape Hope World globalement le 1er mars 2018, qui rencontre un grand succès : son départ au numéro 63 (puis son apogée au numéro 38) a fait de lui l'artiste coréen solo le plus haut placé sur le Billboard 200 au moment de la sortie de la mixtape.

## Carrière

### Prédébut
Avant ses débuts avec BTS, il faisait partie du groupe souterrain de dance Neuron, et prenait des cours de danse à la Gwangju Music Academy. Même auparavant de son début, J-Hope avait une notoriété pour ses capacités de danse, notamment grâce à sa victoire dans une compétition nationale de danse en 2008,.

### BTS
En 2010, il est repéré par la Big Hit Entertainment lors de grands castings nationaux. Il s'était auparavant déjà fait une notoriété en Corée du Sud en postant des reprises de chansons et des chorégraphies sur Internet. Il signe ainsi quelques mois plus tard son premier contrat aux côtés d'autres membres pré-sélectionnés pour créer un boys band, qui seront plus tard remplacés ou transférés. Pendant trois ans, il suit une formation artistique avec Jungkook et Jimin. Il sera également le premier stagiaire des Bangtan Boys (BTS), avec sa co-star RM.
J-Hope débute officiellement en tant que membre des BTS le 13 juin 2013 avec le titre No More Dream de l'album 2 Cool 4 Skool, sous le label Big Hit Entertainment, lors d'une prestation pendant l'émission M! Countdown de Mnet.

### Carrière solo
Le 21 décembre 2015, il commence sa carrière solo avec son premier single : 1 VERSE.
Le 1er mars 2018, J-Hope sort sa première mixtape, Hope World, avec le clip du titre principal Daydream et plus tard le clip du titre Airplane. La mixtape débute au numéro 63 et a atteint le numéro 38 du Billboard 200, faisant de J-Hope le premier artiste solo coréen à arriver si haut. Les trois morceaux Daydream, Hope World, et Hangsang, figurent dans le World Digital Songs Chart, en se classant respectivement troisième, quatorzième et vingt-quatrième[réf. nécessaire]. J-Hope est donc le cinquième artiste coréen, après Psy, à se placer sur le Artist 100[réf. nécessaire]. De plus, sa mixtape fut choisie dans les « 5 chansons que vous devez écouter cette semaine » du Time, et se classe 1re du classement iTunes dans 63 pays.

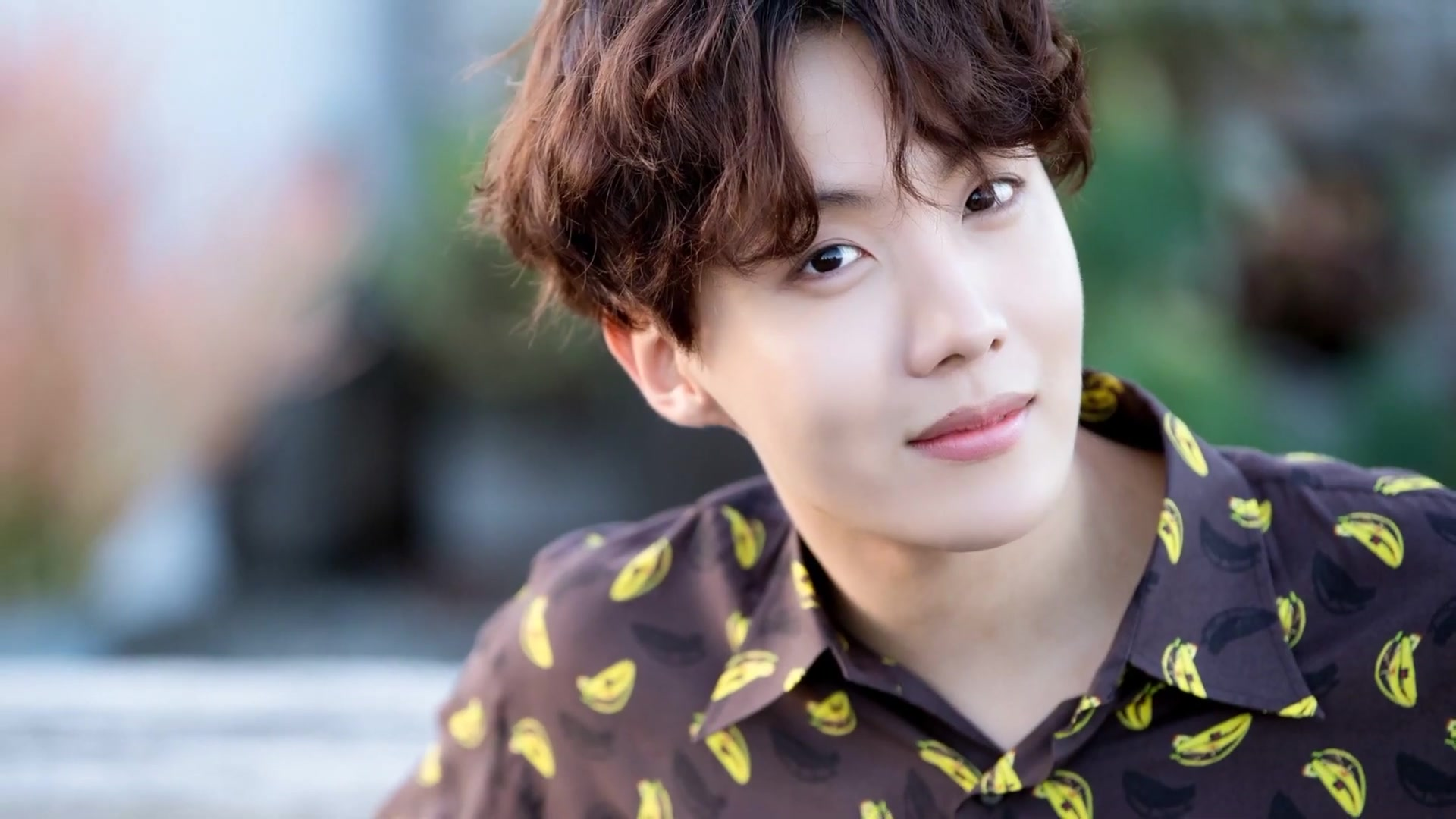
J-hope en 2018

Le 15 juillet 2022, J-Hope sort son deuxième album solo Jack in the Box, après la sortie du premier single More le 1er juillet. Il fait ses débuts lors du festival américain Lollapalooza le 31 juillet. Il est le premier artiste sud-coréen à être à la tête d’un grand festival américain[réf. nécessaire]. En septembre, J-Hope apparaît sur le single Rush Hour de Crush.
Son documentaire 'j-hope IN THE BOX' est sorti le 17 février 2023. Le 3 mars 2023, J-Hope a sorti un single "On The Street" mettant en vedette J. Cole avant son service militaire.
Alors que J-hope est à l'armée Big Hit sort, le 28 mars 2024, le premier épisode d'une série sur la danse nommée "Hope on the street". Une série de 6 épisodes que J-hope a réalisé et qu'il accompagne d'un autre album solo "Hope on the street" dans lequel on retrouve une version solo de "On the street" ainsi que plusieurs collaborations avec d'autres artistes tels que Jungkook de BTS ou Yunjin de Le SSERAFIM.
En mars 2025, il sort un nouveau single "Sweet Dreams" en collaboration avec l'auteur-compositeur-interprète Miguel. Une nouvelle chanson au style R&B qui parle du désir et de l'amour.

## Discographie

J-Hope lors de la tournée LOVE YOUR SELF en 2018.

### En groupe
| Année | Titre                  | Collaboration         | Note(s)               |
| ----- | ---------------------- | --------------------- | --------------------- |
| 2013  | Cypher PT.1            | feat. Suga et RM      | «O!RUL82»             |
| 2014  | Cypher PT.2 : Triptych | feat. Suga et RM      | «Skull Luv Affair»    |
| 2014  | Cypher PT.3 : KILLER   | feat. Suga et RM      | «Dark & Wild»         |
| 2015  | Hug Me (reprise)       | feat. V               | « 2015 BTS Festa »    |
| 2016  | Cypher PT.4            | feat. Suga et RM      | «Wings»               |
| 2018  | 땡 (Ddaeng)            | feat. RM & Suga       | « 2018 BTS Festa »    |
| 2020  | UGH!                   | feat. Suga et RM      | «Map Of The Soul : 7» |
| 2020  | Jamais Vu              | feat. Jungkook et Jin | «Proof»               |
| 2022  | Rush Hour              | feat. Crush           |                       |
| 2023  | On the street          | feat. J. Cole         |                       |

### Solo

#### Albums studio
Son premier album studio solo s'intitule Jack in the Box
| 1.    | Intro                 | Evan          | 0:58 |
| 2.    | Pandora's Box         | Ghstloop      | 2:36 |
| 3.    | More                  | Brasstracks   | 3:00 |
| 4.    | Stop                  | Clams Casino  | 2:02 |
| 5.    | = (Equal Sign)        | Scoop DeVille | 1:54 |
| 6.    | Music Box: Reflection | Pdogg         | 1:10 |
| 7.    | What If...            | Dem Jointz    | 2:16 |
| 8.    | Safety Zone           | Pdogg         | 2:45 |
| 9.    | Future                | Brasstracks   | 2:19 |
| 10.   | Arson                 | Clams Casino  | 2:39 |
| 21:42 |                       |               |      |

Notes
- "What If..." sample "Shimmy Shimmy Ya" de Ol Dirty Bastard du Wu-Tang Clan

#### Single
- 2015 : 1 VERSE
- 2016 : Boy Meets Evil
- 2016 : MAMA
- 2019 : Chiken Noodlde Soup (with Becky G
- 2020 : EGO
- 2021 : Blue Side
- 2023 : on the street (with J.Cole)
- 2025 : Sweet Dreams (with  Miguel)
- 2025 : Mona Lisa
- 2025 : Killin' It Girl  (with GloRilla)

#### Mixtape
Sa première mixtape s'intitule Hope World.
| 1.    | Hope World                         | J-Hope, DOCSKIM           | 2:45 |
| 2.    | P.O.P (Piece Of Peace) Pt. 1       | J-Hope, Pdogg             | 3:01 |
| 3.    | Daydream (백일몽)                  | J-Hope, Pdogg             | 3:48 |
| 4.    | Base Line                          | J-Hope, Supreme Boi       | 1:30 |
| 5.    | Hangsang (항상) (with Supreme Boi) | J-Hope, Supreme Boi       | 3:50 |
| 6.    | Airplane                           | J-Hope, Supreme Boi       | 3:18 |
| 7.    | Blue Side (Outro)                  | J-Hope, Adora, Hiss Noise | 1:31 |
| 20:18 |                                    |                           |      |

## Filmographie

### Télévision
| Année | Chaîne | Programme        | Rôle     | Note(s)                     |
| ----- | ------ | ---------------- | -------- | --------------------------- |
| 2016  | SBS    | Inkigayo         | Hôte     | V, Moonbyul & Wheein        |
| 2016  | MBC    | Show! Music Core | Hôte     | avec Jungkook               |
| 2017  | Mnet   | M Countdown      | Hôte     | avec RM & Jimin             |
| 2017  | Mnet   | M Countdown      | Hôte     | avec Jimin & Jin            |
| 2018  | MBC    | Under Nineteen   | Lui-même | Tuteur de danse, épisode 10 |